# Szczelina w Słonecznych Skałach Piąta
Szczelina w Słonecznych Skałach Piąta – schronisko w Słonecznych Skałach na Wyżynie Olkuskiej wchodzącej w skład Wyżyny Krakowsko-Częstochowskiej. Znajduje się we Wschodnim Murze, administracyjnie we wsi Jerzmanowice w gminie Zabierzów, w powiecie krakowskim, w województwie małopolskim.
Otwór obiektu znajduje się u podstawy południowych ścian na dwóch równoległych szczelinach między skałami. Ma wysokość około 0,9 m i szerokość około 0,5 m. Ciągnie się za nim w głąb skały szczelinowaty korytarz rozdzielający się za prożkiem na ciąg górny i dolny. Górny, wznoszący się ciąg wychodzi na powierzchnię szczelinowatym otworem, ale wkrótce za zaklinowanym kamieniem staje się ciasny i niemożliwy do przejścia. Ciąg dolny o szerokości 0,2–0,3 m po 2,4 m jest zablokowany zawaliskiem.
Schronisko powstało w późnojurajskich wapieniach. Ma zwietrzałe i nieco rozmyte ściany, na których miejscami występują wżery, grzybki naciekowe, czarne epigenetyczne naskorupienia krzemionkowe i skonsolidowane mleko wapienne. Namulisko składa się z wapiennego gruzu i gleby. Schronisko jest nieco wilgotne, latem zimniejsze od otocznia. W większości jest widne, tylko w dolnym ciągu korytarza panuje półmrok. W otworze i początkowej części korytarza skąpo rozwijają się porosty i glony, przed otworem bujnie rośliny zielne i krzewy. Ze zwierząt obserwowano pająka sieciarza jaskiniowego (Meta menardi), komary i ślimaki.
Schronisko było znane od dawna, nie wzmiankowano go jednak w literaturze speleologicznej. Po raz pierwszy jego dokumentację i opis sporządziła Izabella Luty w lipcu 2014 r..

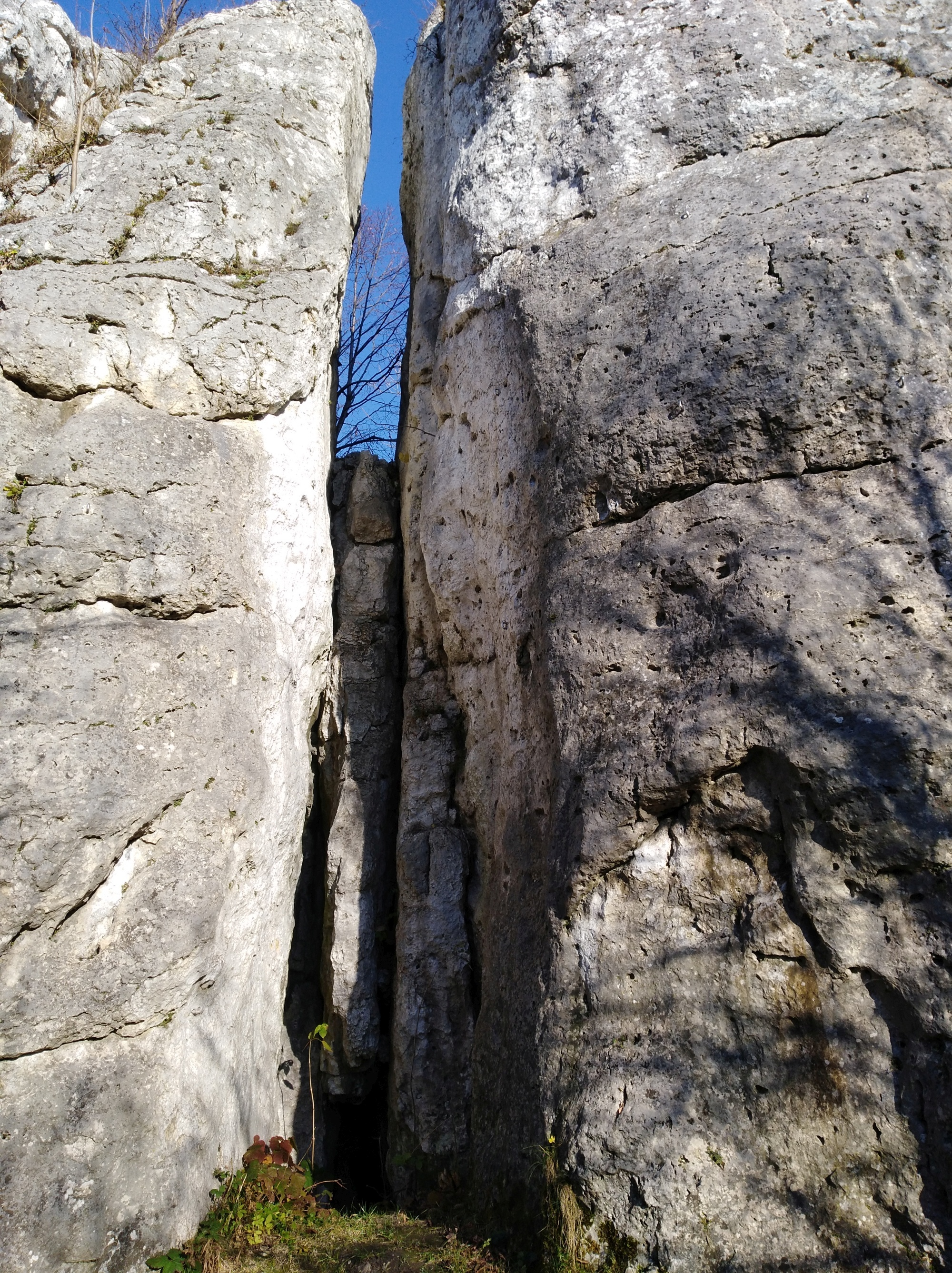
Szczeliny z otworem
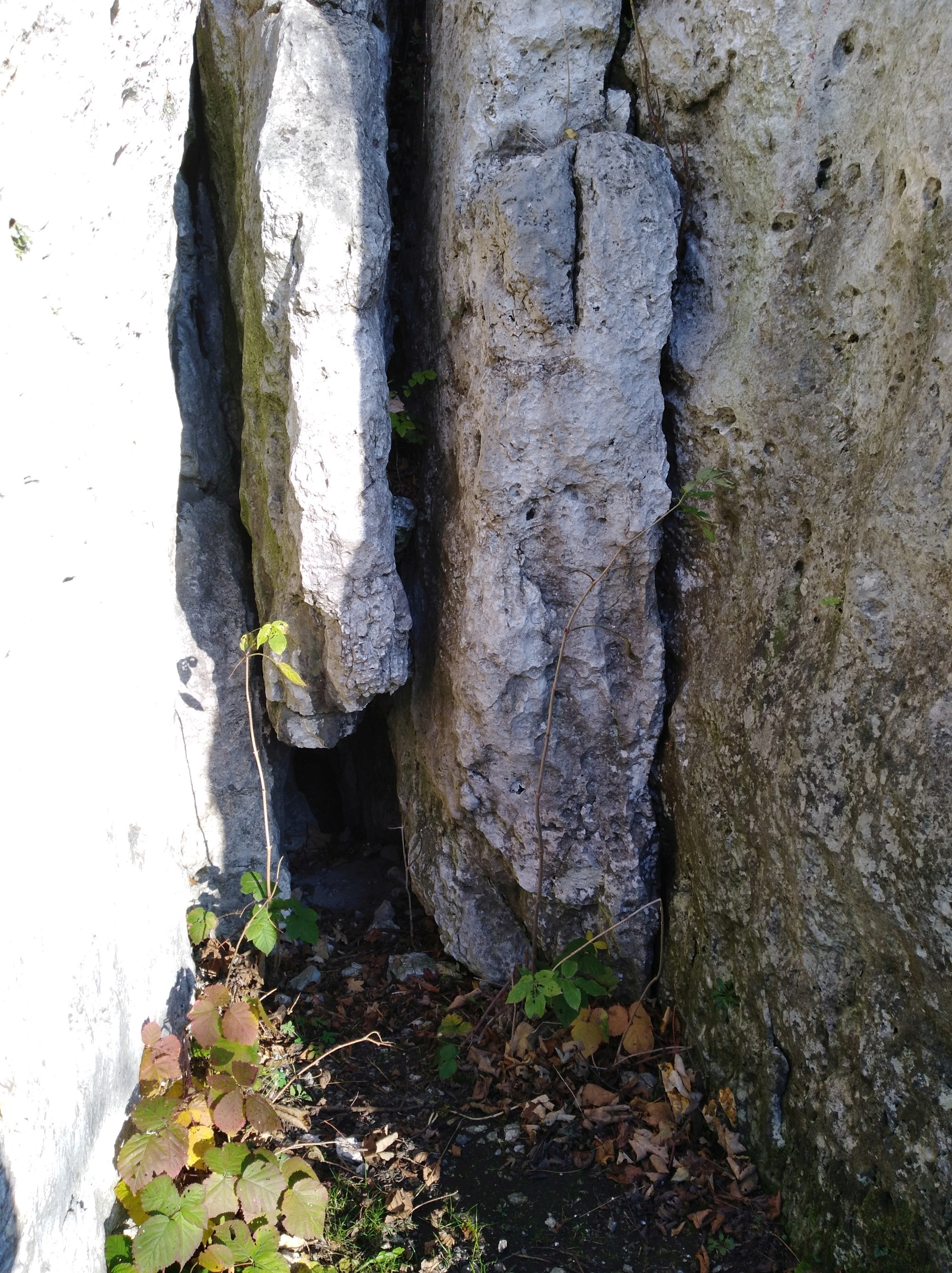
Otwór
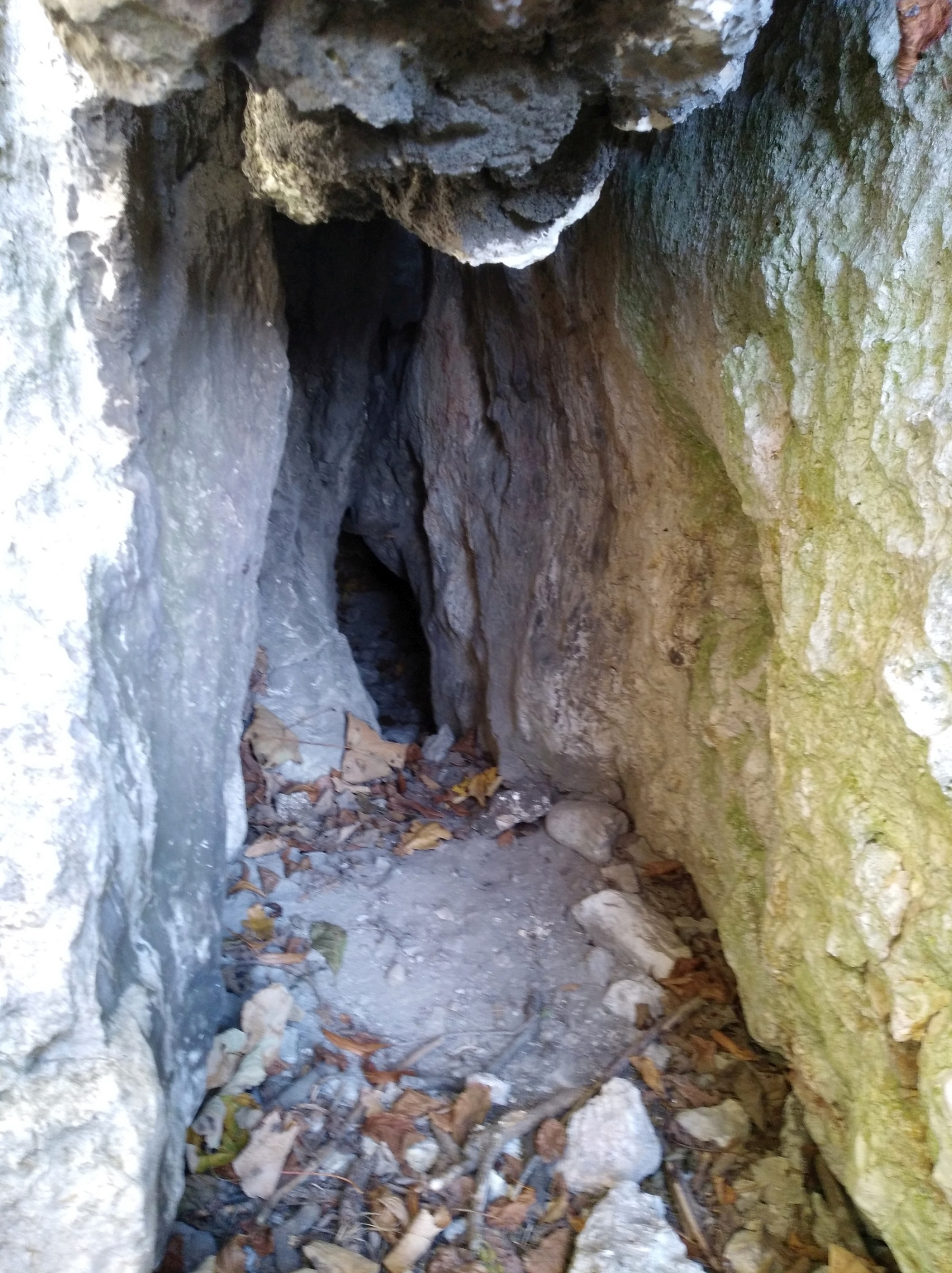
Korytarz
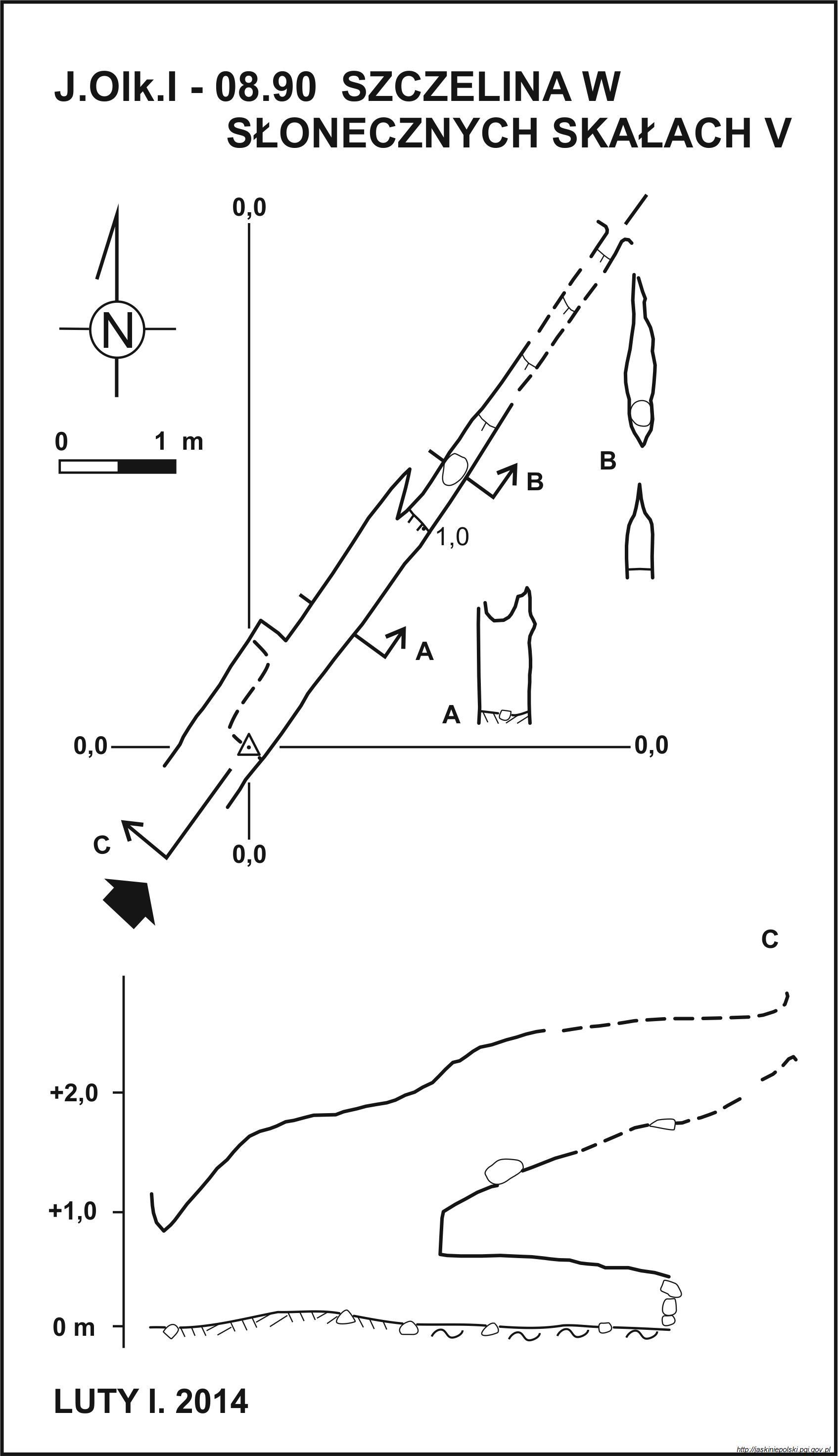
Plan